# Doris Schönefeld
Doris Schönefeld (* 1953) ist eine deutsche Sprachwissenschaftlerin. Sie war bis Oktober 2019 Professorin für Anglistische Sprachwissenschaft (synchron und diachron) am Institut für Anglistik der Universität Leipzig.

## Leben
Doris Schönefeld studierte von 1971 bis 1975 Englisch und Russisch an der Universität Leipzig. Ihre Promotion erfolgte im Jahr 1982 mit der Dissertation Untersuchungen zur englischen, deutschen und russischen Terminologie der Phytophatologie. Ihre Habilitation erfolgte im Jahr 1999 mit einer Arbeit zu Lexikon und Syntax an der Friedrich-Schiller-Universität Jena, welche 2001 unter dem Titel Where Lexicon and Syntax meet veröffentlicht wurde.
Doris Schönefeld war von 1975 bis 1980 und wiederum von 1982 bis 1999 an der Universität Jena beschäftigt. Von 2001 bis 2002 vertrat sie die Professur für Anglistik, Linguistik am englischen Seminar der Ruhr-Universität Bochum, auf welche sie dann berufen wurde und welche sie bis 2007 innehatte. Im Jahr 2007 kehrte sie dann als Professorin für Anglistische Sprachwissenschaft an die Universität Leipzig zurück.
Doris Schönefeld war von 2014 bis 2016 in einer ersten Amtszeit und von 2016 bis 2018 in einer zweiten Amtszeit Präsidentin der deutschen Gesellschaft für kognitive Linguistik (DGKL).

## Forschungsschwerpunkte
Schönefelds Forschungsschwerpunkte liegen in den Bereichen Kognitive Linguistik, Korpuslinguistik und Konstruktionsgrammatik.

## Publikationen (Auswahl)
Bücher
- Untersuchungen zur englischen, russischen und deutschen Terminonolgie der Phytopathologie. Dissertation. Universität Leipzig, 1982.
- Where Lexicon and Syntax meet. De Gruyter Mouton, Berlin 2001, ISBN 9783110170481, doi:10.1515/9783110849066
- als Hrsg.: Converging Evidence: Methodological and theoretical issues for linguistic research. John Benjamins, Amsterdam 2011, ISBN 9789027223876.

Aufsätze
- mit Stefan Th. Gries, Beate Hampe: Converging Evidence II: More on the association between verbs and constructions. In: Sally Rice, John Newman (Hrsg.): Empirical and Experimental Methods in Cognitive/Functional Research. CSLI Publications, Stanford (CA) 2010, ISBN 978-1-57586-613-0, S. 59–72.
- A constructional analysis of English un-participle constructions. In: Cognitive Linguistics 26-3, 2015, S. 423–466.
- Grammar and Lexis. In: Bas Aarts, Jill Bowie & Gergana Popova (Hrsg.): The Oxford Handbook of English Grammar. Oxford University Press, Oxford, 2020.
- Framing in American and British Governmental Discourse about Covid-19. In: Gitte Kristiansen, Karlien Franco, Stefano DePascale, Laura Rosseel & Weiwei Zhang (Hrsg.): Cognitive Sociolinguistics Revisited. De Gruyter Mouton, Berlin 2021, ISBN 978-3-11-073851-3, S. 97–106.